# Hans Carls
Hans Carls (* 17. Dezember 1886 in Metz; † 3. Februar 1952 in München) war ein deutscher katholischer Priester, der während der Zeit des Nationalsozialismus Widerstand leistete.

## Karitatives Wirken
Hans Carls studierte Theologie und trat 1913 der KDB Winfridia zu Bonn im RKDB bei. Er wurde 1915 im Kölner Dom zum Priester geweiht. Im Ersten Weltkrieg war er Divisions- und Korpspfarrer. 1918 wurde er als Kaplan in die Elberfelder Gemeinde St. Laurentius versetzt. Dort engagierte er sich in den wirtschaftlich schwierigen Zwischenkriegsjahren auf vielfältige Weise und auch über Konfessionsgrenzen hinweg: Als Geschäftsführer der örtlichen Caritas begründete er einen katholischen Männerfürsorgeverein, führte Lebensmittelgutscheine ein, eröffnete ein Lehrlingsheim sowie ein Heim für Obdachlose und richtete mehrere Beratungsstellen ein.

## Zeit des Nationalsozialismus

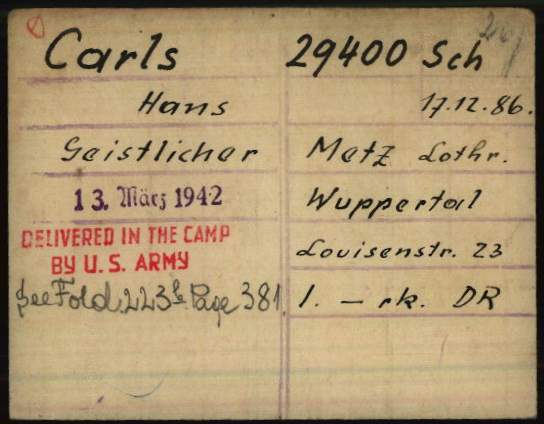
Registrierungskarte von Hans Carls als Gefangener im nationalsozialistischen Konzentrationslager Dachau

Mit der „Machtergreifung“ der Nationalsozialisten im Januar 1933 wurden den Einrichtungen von Kaplan Carls alle öffentlichen Mittel gesperrt. Nun begann er, mit Predigten überall in ganz Deutschland Geld für sein Caritaswerk zu sammeln. Geschätzt wird, dass er in den folgenden Jahren rund 3000 Predigten hielt, in denen er auch Kritik am herrschenden Regime übte. 1941 erhielt er Redeverbot für ganz Deutschland und durfte nur noch in Wuppertal predigen. Nachdem er eine Predigt gehalten hatte, in der er sich scharf gegen ein geplantes Sterbehilfe-Gesetz aussprach, und herauskam, dass er jüdischen Mitbürgern half sowie Predigten des Bischofs von Münster verteilte, wurde der zuckerkranke Carls im November 1941 verhaftet und im KZ Dachau inhaftiert. Später wurde auch seine Sekretärin Maria Husemann wegen ihrer Korrespondenz mit Carls verhaftet und in das KZ Ravensbrück deportiert.

## Nach dem Krieg
Sowohl Carls wie auch Maria Husemann († 1975) überlebten das Kriegsende. Der Kaplan kehrte nach Wuppertal zurück und begann mit dem Wiederaufbau seiner Einrichtungen, zudem saß er drei Jahre lang als Mitglied der CDU im Wuppertaler Stadtrat. Ende März 1951 ging er als Direktor der Wuppertaler Caritas in den Ruhestand und starb im Jahr darauf. Der Wuppertaler Oberbürgermeister Robert Daum würdigte ihn mit den Worten als einen Mann, „an dem wir uns orientieren konnten und der uns neuen Mut gab, wenn wir verzweifeln wollten“.

## Publikationen
- Das katholische Lehrlingsheim in Elberfeld, 1929
- Dachau, Erinnerungen eines katholischen Geistlichen aus der Zeit seiner Gefangenschaft 1941–1945. Köln, 1946.